# Noel Loos
Noel Loos ist ein zeitgenössischer australischer Hochschullehrer mit deutschen Wurzeln, der an der James Cook University (JCU) in Townsville lehrt und sich mit den europäischen Beziehungen zu den Aborigines, insbesondere deren Kolonisierung in Queensland, beschäftigt hat. Er ist Verfasser einer biographischen Studie zu Eddie Mabo (1936–1992), mit dem er befreundet war. 
Während seiner Lehrtätigkeit war Noel Loos 1954 an einem abgelegenen Eisenbahnanschluss in Nord-Queensland mit Aborigines in Kontakt gekommen.
Er hat sich eingehend mit der Missionsgeschichte der Aborigines, den Grenzkonflikten, der Stellung der Aborigines in der kolonialen Gesellschaft und der Entwicklung der Regierungspolitik für die Aborigines und die Torres-Strait-Insulaner (d. h. die indigene Bevölkerung der Torres-Strait-Inseln vor Queensland) beschäftigt. In den 1970er Jahren leistete er Pionierarbeit bei der Entwicklung von Lehrerausbildungsprogrammen für Aborigines und Islanders in Queensland.
Er war der erste ‘research student’ des australischen Historikers Henry Reynolds.
Eddie Mabo hatte 1974 eine heftige Diskussion mit den JCU-Historikern Noel Loos und Henry Reynolds, die mit den folgenden Worten wiedergegeben wird:

...we were having lunch one day in Reynold’s office when Koiki was just speaking about his land back on Mer, or Murray Island. Henry and I realised that in his mind he thought he owned that land, so we sort of glanced at each other, and then had the difficult responsibility of telling him that he didn't own that land, and that it was Crown land. Koiki was surprised, shocked and even...he said and I remember him saying 'No way, it’s not theirs, it’s ours'.

(Deutsch: … wir aßen eines Tages in Reynolds Büro zu Mittag, als Koiki gerade über sein Land auf „Mer“ oder der Murray-Insel sprach. Henry und ich merkten, dass er dachte, das Land gehöre ihm, also warfen wir uns einen Blick zu und hatten dann die schwierige Aufgabe, ihm zu sagen, dass das Land nicht ihm gehöre, sondern der Krone. Koiki war überrascht, schockiert und sogar… er sagte, und ich erinnere mich, dass er sagte: "Auf keinen Fall, es gehört ihnen nicht, es gehört uns".)

Loos hat zahlreiche Publikationen zur Geschichte und Politik der australischen Ureinwohner veröffentlicht.

## Publikationen (Auswahl)
- Invasion and Resistance; Aboriginal-European Relations on the North Queensland Frontier 1861–1897 (1982)
- Succeeding Against the odds: Townsville’s Aboriginal and Islander Teacher Education Program (1989)
- Indigenous Minorities and Education: Australian and Japanese Perspectives of their Indigenous Peoples, the Ainu, Aborigines and Torres Strait Islanders (1993)
- Loos, Noel, and Koiki Mabo. Edward Koiki Mabo: His Life and Struggle for Land Rights. St Lucia, Qld: University of Queensland Press, 1996
- In the Shadow of Holocausts: Australia and the Third Reich. Boolarong Press, 2017 (Online-Teilansicht)